# Tamanische Sprachen
Die tamanischen Sprachen bilden einen Zweig der malayo-polynesischen Sprachen innerhalb der austronesischen Sprachen. Zu der Sprachgruppe gehören zwei bis drei Einzelsprachen, die auf Kalimantan gesprochen werden: Mbalo (oder Embaloh, einschließlich Kalis) und Taman (Taman Dayak). Die Einordnung der Sprachgruppe ist unklar. Adelaar and Himmelmann (2005) zählen sie zu den Südsulawesischen Sprachen und rücken sie in die Nähe der buginesischen Sprache.